# Long Marston (Hertfordshire)
Long Marston – wieś w Anglii, w hrabstwie Hertfordshire, w dystrykcie Dacorum. Leży 43 km na zachód od miasta Hertford i 54 km na północny zachód od centrum Londynu.